# Mihrimah
La princesse Mihrimah (en turc ottoman : مهرماه سلطان) est la fille du sultan Soliman le Magnifique, souverain de l'Empire ottoman, et de son épouse Hürrem Sultan (Roxelane).

## Biographie
Elle est née vers 1522 et décède le 25 janvier 1578.
Elle devient la sultane impériale la plus influente et la plus puissante de l'histoire ottomane[réf. nécessaire]. 
Elle est la conseillère de son père le sultan, puis de son frère Selim II, en l'absence de Valide Sultan (reine mère), elle sera la reine mère depuis le décès de sa mère Hürrem sultan en 1558 jusqu'au décès de son frère Sélim II en 1574, soit sur une durée de 16 ans, elle fut donc une figure importante et puissante[pas clair].
Le 26 novembre 1539, à 17 ans elle épouse, sur ordre de sa mère, Rüstem Pacha, de 22 ans son aîné.
Celui-ci deviendra par la suite grand vizir à deux reprises et en partie grâce à ce mariage et le soutien de Hürrem[pas clair]
Elle eut une fille avec lui, Ayşe Humasah, qui s'est mariée au vizir Ahmed Pacha.
Elle a fait construire par l'architecte Sinan deux mosquées (entourées d'un complexe monumental) qui portent son nom : la première à Üsküdar et la seconde à Edinerkapi, Istanbul.
Mihrimah sultan a été interprétée dans la série turque Le Siècle Magnifique par l'actrice turque Pelin Karahan (en).